# Brasil Bandecchi
Pedro Brasil Bandecchi (São Paulo, 30 de setembro de 1917 – São Paulo, 28 de junho de 1985) foi um advogado, historiador e político brasileiro.
Formado em direito pela Universidade de São Paulo, em 1947.
Foi vereador na cidade de São Paulo.
Foi membro do Instituto Histórico e Geográfico de São Paulo. É membro fundador da Academia Paulista de História. Membro da Academia Paulista de Letras, foi o primeiro vereador de São Paulo a ser eleito membro da Academia Paulista de Letras.
O processo de tombamento do Conselho de Defesa do Patrimônio Histórico (CONDEPHAAT) iniciou-se por sua solicitação.

## Obras
- História do Brasil
- Anti Tordesilhas, 2ª Edição, São Paulo: Obelisco, 1965
- Romanceiro Paulista
- História da Civilização Brasileira
- De Braille a Ruy Barbosa
- Origem do Latifúndio no Brasil
- A Bucha, a Maçonaria e o Espírito Liberal
- Elementos de história do direito brasileiro[6]